# احمد سوم
احمد سوم، (به ترکی عثمانی: احمد ثالث) (۳۰/۳۱ دسامبر ۱۶۷۳ – ۱ ژوئیه ۱۷۳۶) سلطان امپراتوری عثمانی و پسر محمد چهارم بود. او در شهر دوبریچ بلغارستان زاده شد و در سال ۱۷۰۳ پس از شورش و خلع برادرش مصطفی دوم (۱۷۰۳–۱۶۹۵) به مقام سلطنت رسید. از سال ۱۷۱۸ تا ۱۷۳۰ داماد ابراهیم پاشای نوشهری و دخترش فاطمه سلطان حکومت را اداره می‌کردند. با شورش پاطرونا خلیل وی از سلطنت خلع شد.

## عصر گل لاله
دوره لاله (به ترکی عثمانی: لاله دورى) به یک دوران اصلاحات در امپراتوری عثمانی گفته می‌شود. این دوران از بستن عهدنامه پاساروفچه در ۲۱ ژوئیه ۱۷۱۶ تا سپتامبر ۱۷۳۰ - (۱۱۰۹) و شورش پاطرونا خلیل ادامه داشت. نام‌گذاری این دوران به نام لاله و وجه آن به علت علاقهٔ افراطی و بیش از حد احمد سوم و به پیروی از او اشراف استانبول به گل لاله بود. مردم ترکیه در این دوران چنان در کار کاشت لاله جدیت به خرج دادند که در مدت کوتاهی از لاله‌کاران فرانسه و هلند که در آن زمان در جهان به کاشت لاله معروف بودند، پیشی گرفتند. جنون لاله در ترکیه نمادی بود از ولخرجی و تجمل‌گرایی درباریان و در رأس آنان احمد سوم که تمامی امور کشور را به صدراعظم داماد ابراهیم پاشا سپرده بود و خود و اطرافیانش را با شب‌نشینی‌های باشکوه و لاله بازی سرگرم می‌کرد.
دوران لاله ۷۰ سال بعد از جنون گل لاله در هلند در ترکیه به وقوع پیوست. این دوران به‌طور نسبی با صلح و آرامش همراه بود. از کشورهای غربی هنر، ادبیات و علم به امپراتوری عثمانی وارد می‌شد و از تلفیق فرهنگ اسلامی با فرهنگ اروپایی فرهنگ جدیدی پدید آمد. از جمله واردات ترکیه از اروپا گل لاله بود که قبلاً از ترکیه به اروپا فرستاده شده و در آنجا انتشار پیدا کرده بود. در این دوران کاشتن گل لاله از قصر احمد سوم (۱۷۳۰–۱۷۰۳ میلادی) گرفته تا تمامی نقاط کشور رایج شد و به همین علت نام این عصر، لاله نامگذاری شده‌است. نخست‌وزیر داماد ابراهیم پاشا در این دوران دوازده ساله پژوهشگران و شاعران را تشویق می‌کرد، و مورد حمایت قرار می‌داد.
در سال ۱۷۲۷ با حمایت ابراهیم پاشا، صنعت چاپ توسط ابراهیم متفرقه آغاز به کار کرد. همچنین توسط معمارانی که از اروپا دعوت شده‌بودند، قصرها و باغ‌های قصر به سبک روکوکو (سبک قصرهای فرانسوی) ساخته شدند. این عصر نهایت تجمل درباری در امپراتوری عثمانی به‌شمار می‌آید. بالا رفتن هزینه‌ها باعث به وجود آمدن تورم و نارضایتی مردم شد. سرانجام در طی شورش خونینی که به رهبری پاطرونا خلیل درگرفت، داماد ابراهیم پاشا، معمار اصلی عصر لاله کشته شد، و احمد سوم نیز از پادشاهی خلع شد. بدین ترتیب اولین دوره اصلاحات به سبک غربی در ترکیه با شکست به پایان رسید.

## شورش پاطرونا خلیل

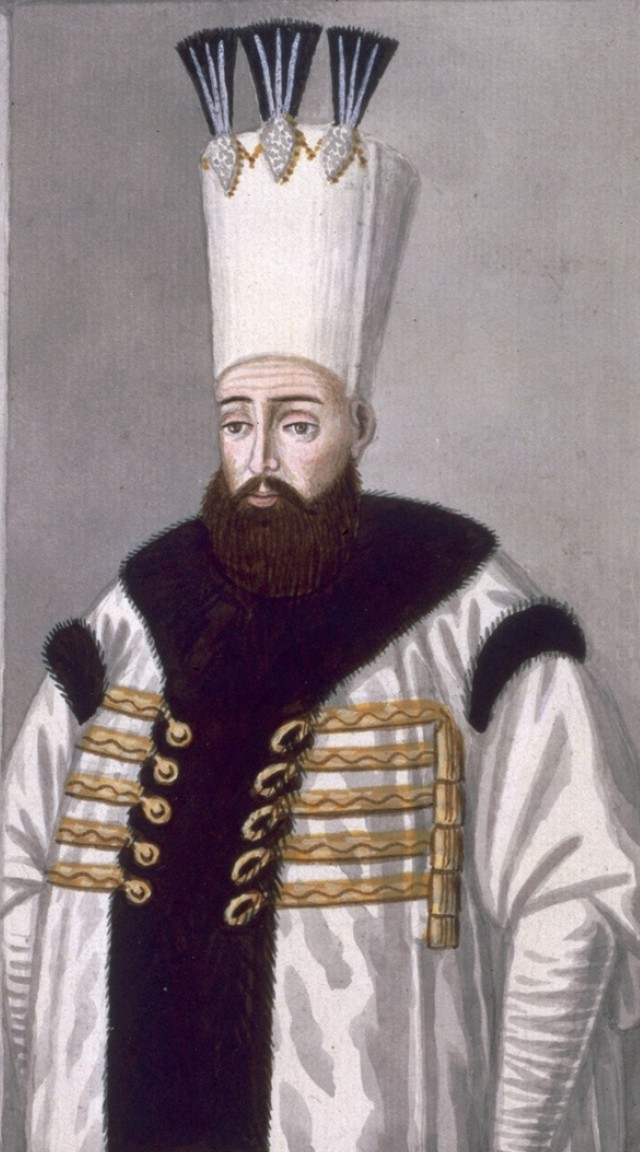
پرتره از احمد سوم سلطان عثمانی

در سال ۱۷۳۰ میلادی پاترونا توانست با بهره‌گیری از اوضاع نابسامان اقتصادی و تشدید نارضایتی عمومی و عواقب شکست عثمانیان در جنگ با نادرشاه افشار، رهبری شورش در استانبول را به عهده گیرد. وی به همراه هفده تن از ینی چریها از مسجد بایزید به سوی بازار حرکت کردند و پس از بستن بازار به خانه ینی چری آغاسی رفتند و آزادی زندانیان را خواستار شدند. در پی آن مردم نیز بتدریج بازارها را بستند و برخی از آنان به شورشیان پیوستند. شورش که از جانب علمای مخالف با ابراهیم پاشا داماد و صدراعظم سلطان، حمایت می‌شد روزبه روز گسترش یافت. شورشیان شهر را غارت کردند و خواستار عزل و اعدام صدراعظم داماد ابراهیم پاشای نوشهری و قاپودان پاشا شدند. سلطان احمد سوم که موقعیت خود را در خطر می‌دید تسلیم خواسته‌های شورشیان شد و دستور کشتن آن دو را داد و جنازه‌ها را به شورشیان تحویل داد. اما شورش نه تنها فروکش نکرد، بلکه این بار شورشیان کناره‌گیری سلطان احمد را از سلطنت خواستار شدند. سلطان با گرفتن امان نامه برای خود و فرزندانش از سلطنت کناره گرفت و محمود اول، برادرزاده اش، جانشین وی شد. این شورش موجب پایان عصر لاله در امپراتوری عثمانی شد و بدین ترتیب اولین دوره اصلاحات به سبک غربی در ترکیه با شکست به پایان رسید.

## نگارخانه

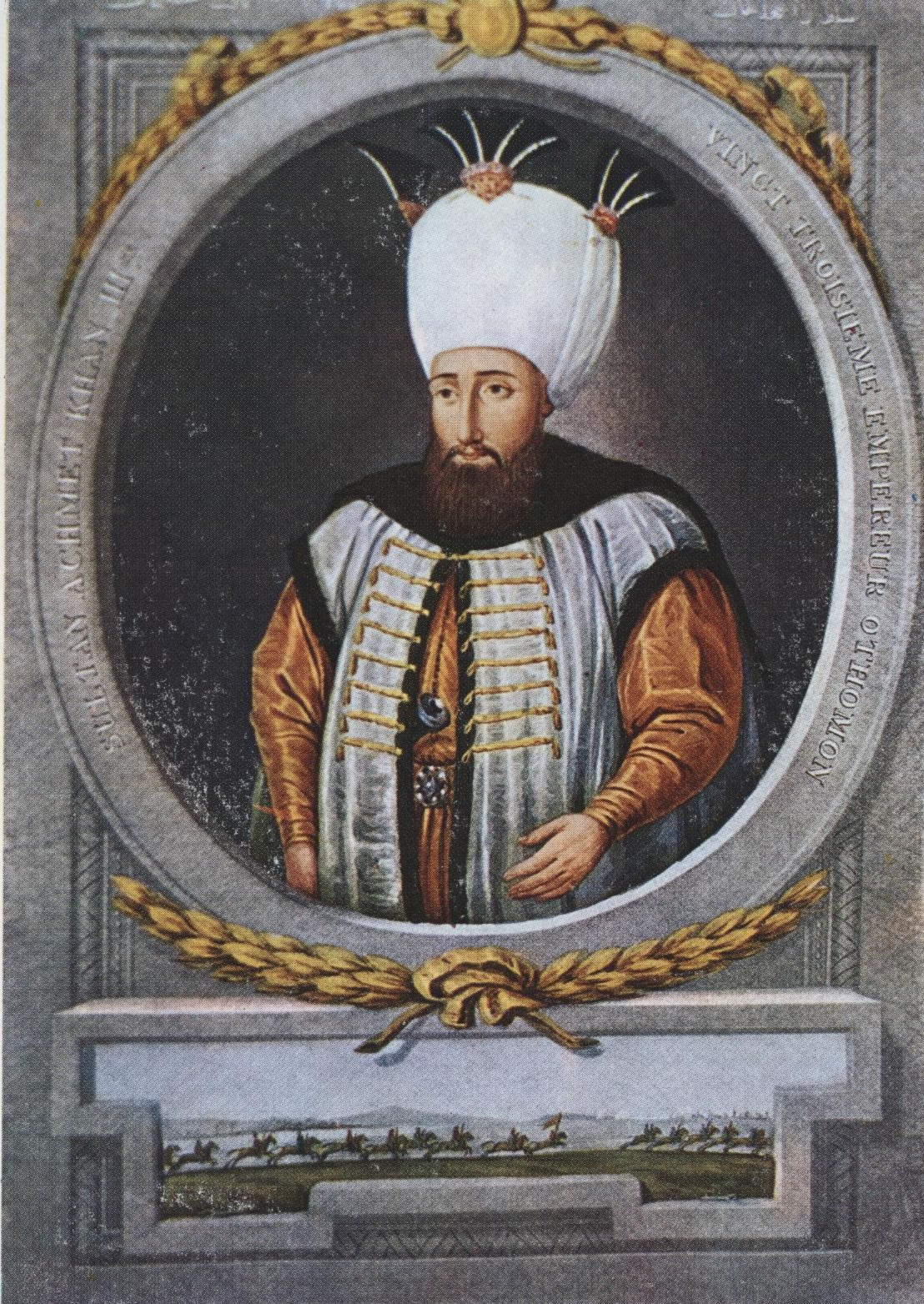
سلطان احمد ثالث
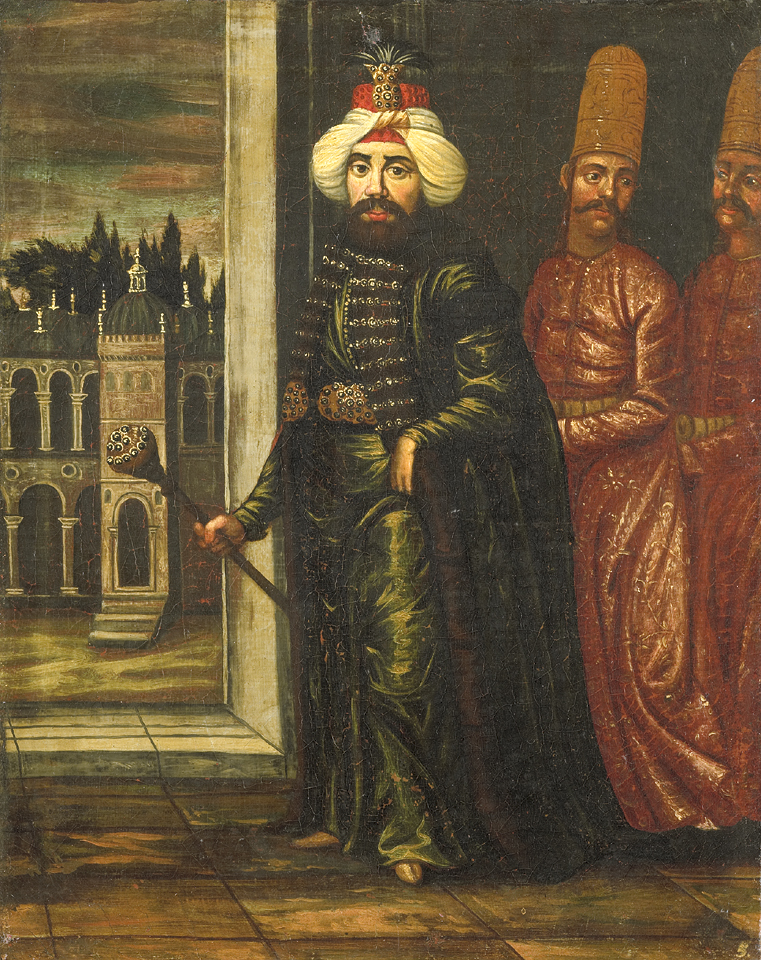
نگاره‌ای از احمد سوم
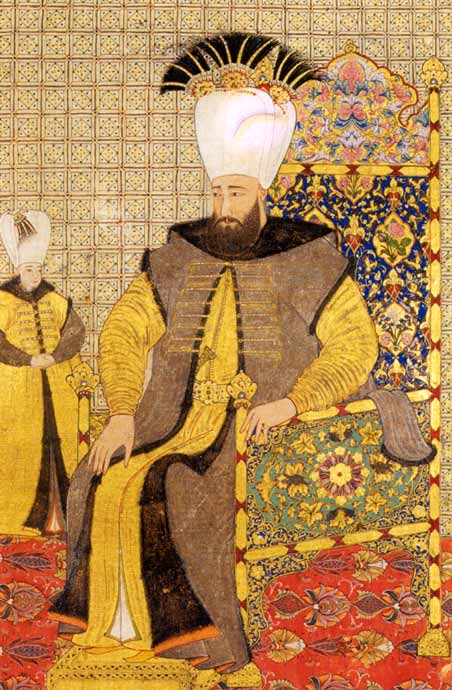
مینیاتوری از سلطان احمد سوم توسط عبدواحلیل لِولی
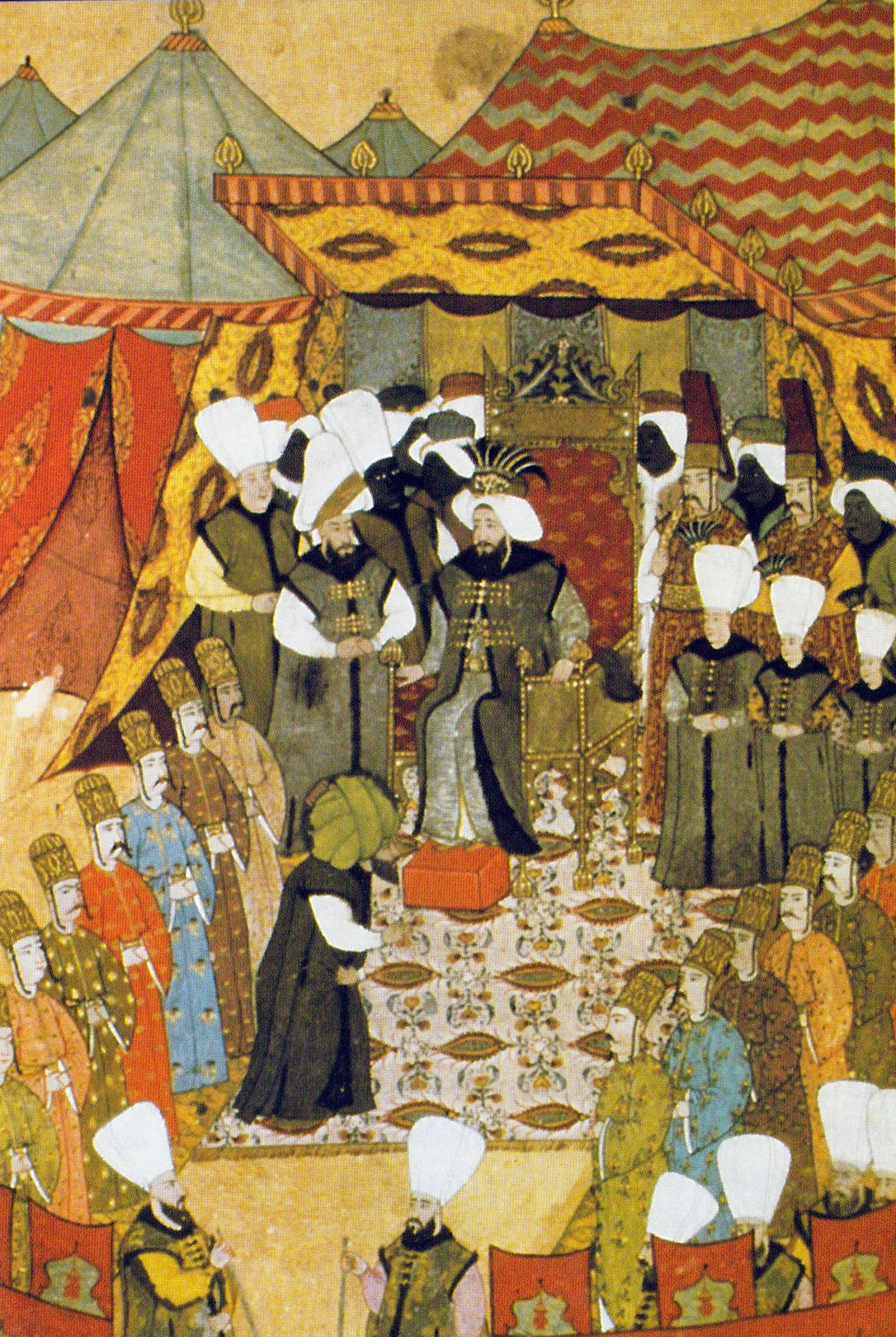
سلطان احمد خان در مهمانی، ۱۷۲۰
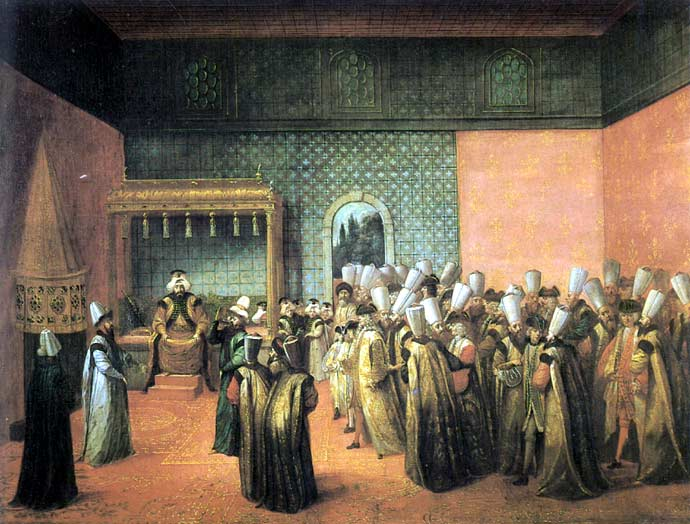
پذیرش سفیر فرانسه، ویکنت د آندرزل در کاخ توپقاپی، ۱۷ اکتبر ۱۷۲۴
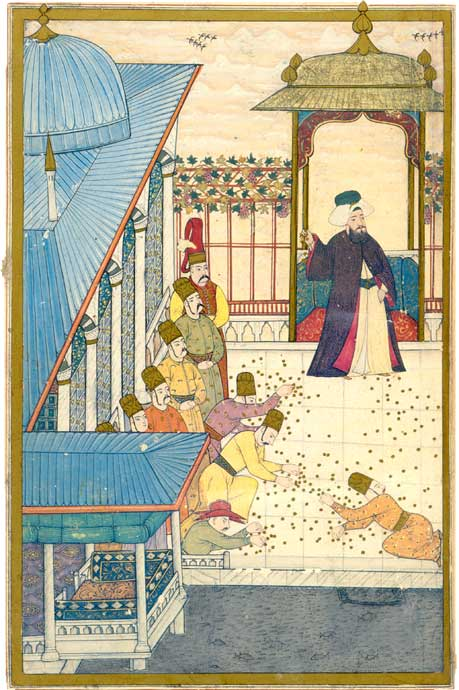
پخش کردن سکه توسط سلطان احمد غازی برای ملازمانش، مینیاتوری نگهداری شده در موزه کاخ توپقاپی
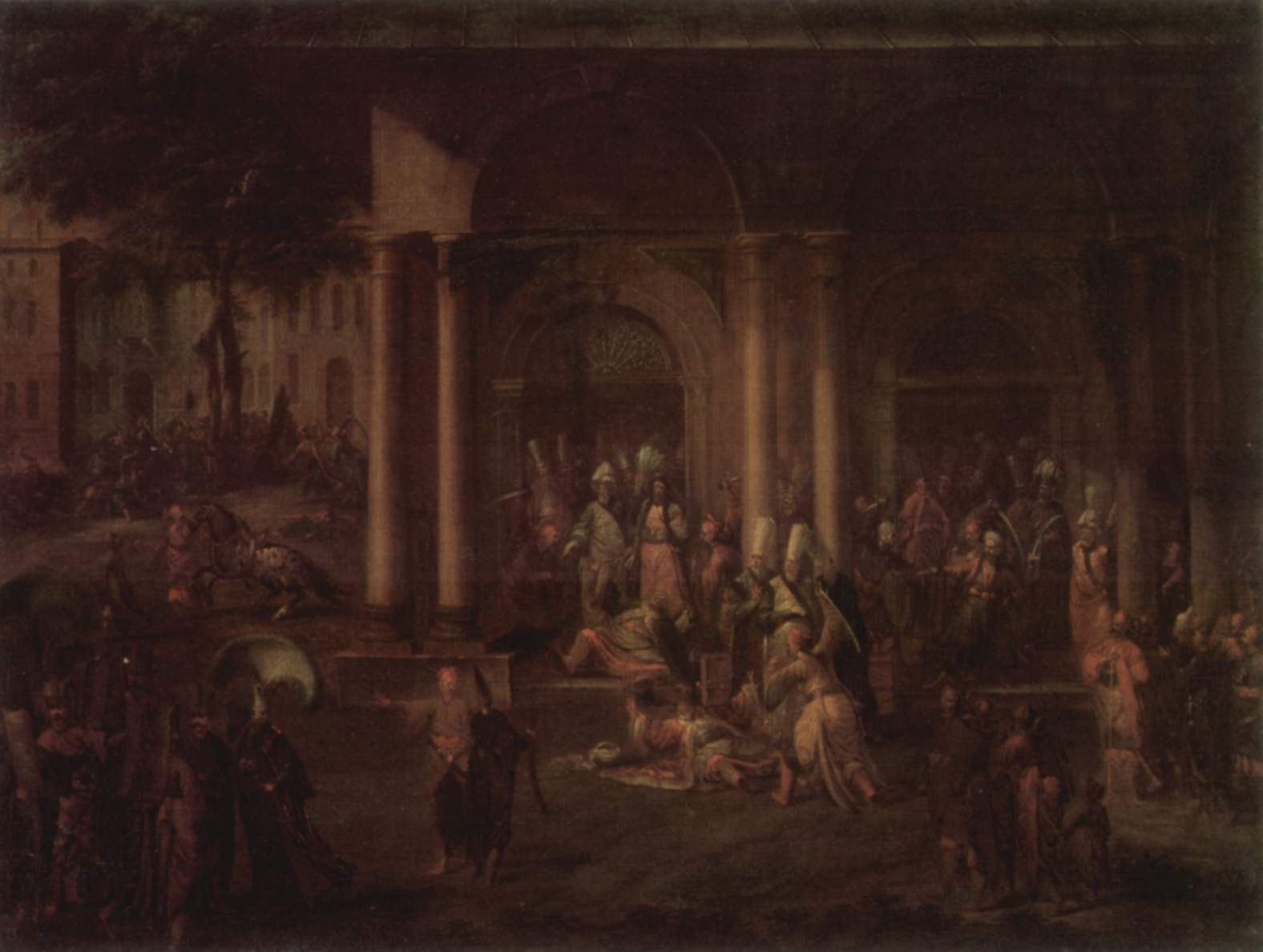
ترور وزیر داماد ابراهیم پاشای نوشهری در طول شورش پاطرونا خلیل
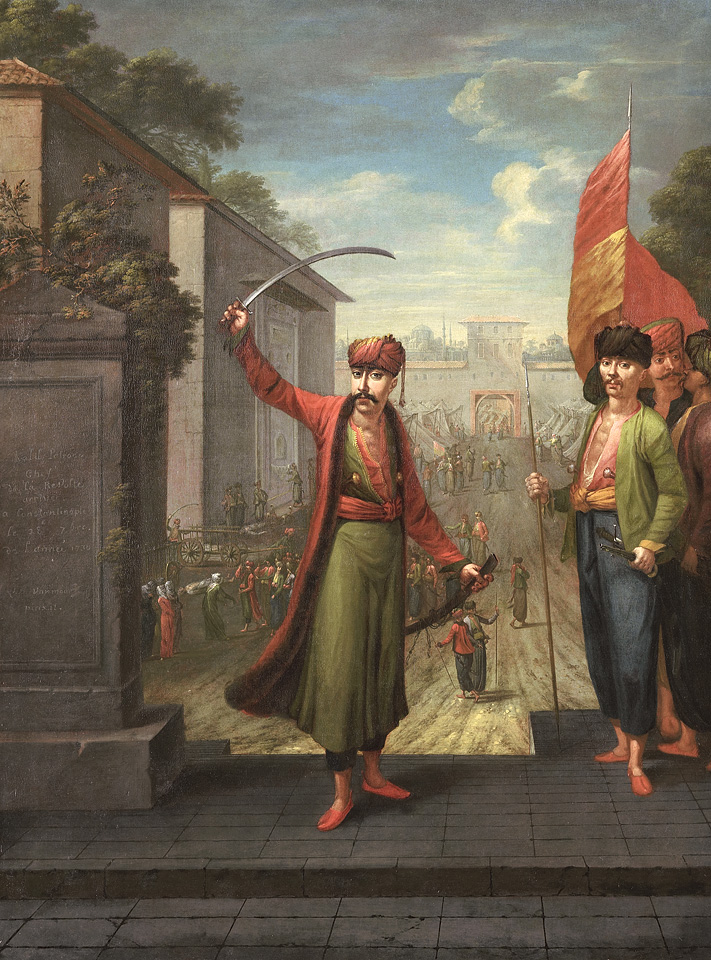
نگاره ای از پاطرونا خلیل
پرتره‌ای از احمد ثالث
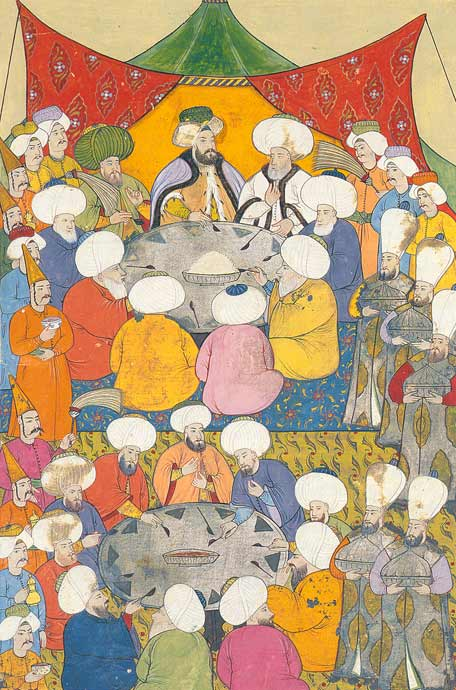
جشنی با حضور سلطان احمد خان به همراه علمای اسلامی (علما)
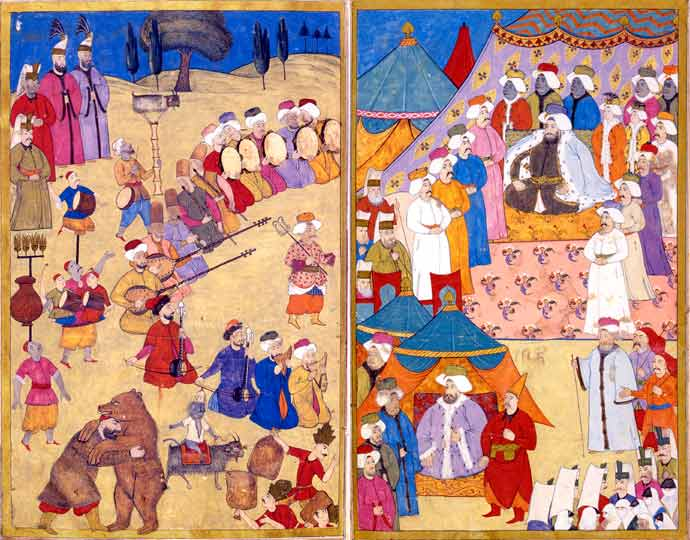
نوازندگان در مقابل سلطان احمد سوم. نقاشی مینیاتور عثمانی، نگهداری شده در موزه کاخ توپقاپی
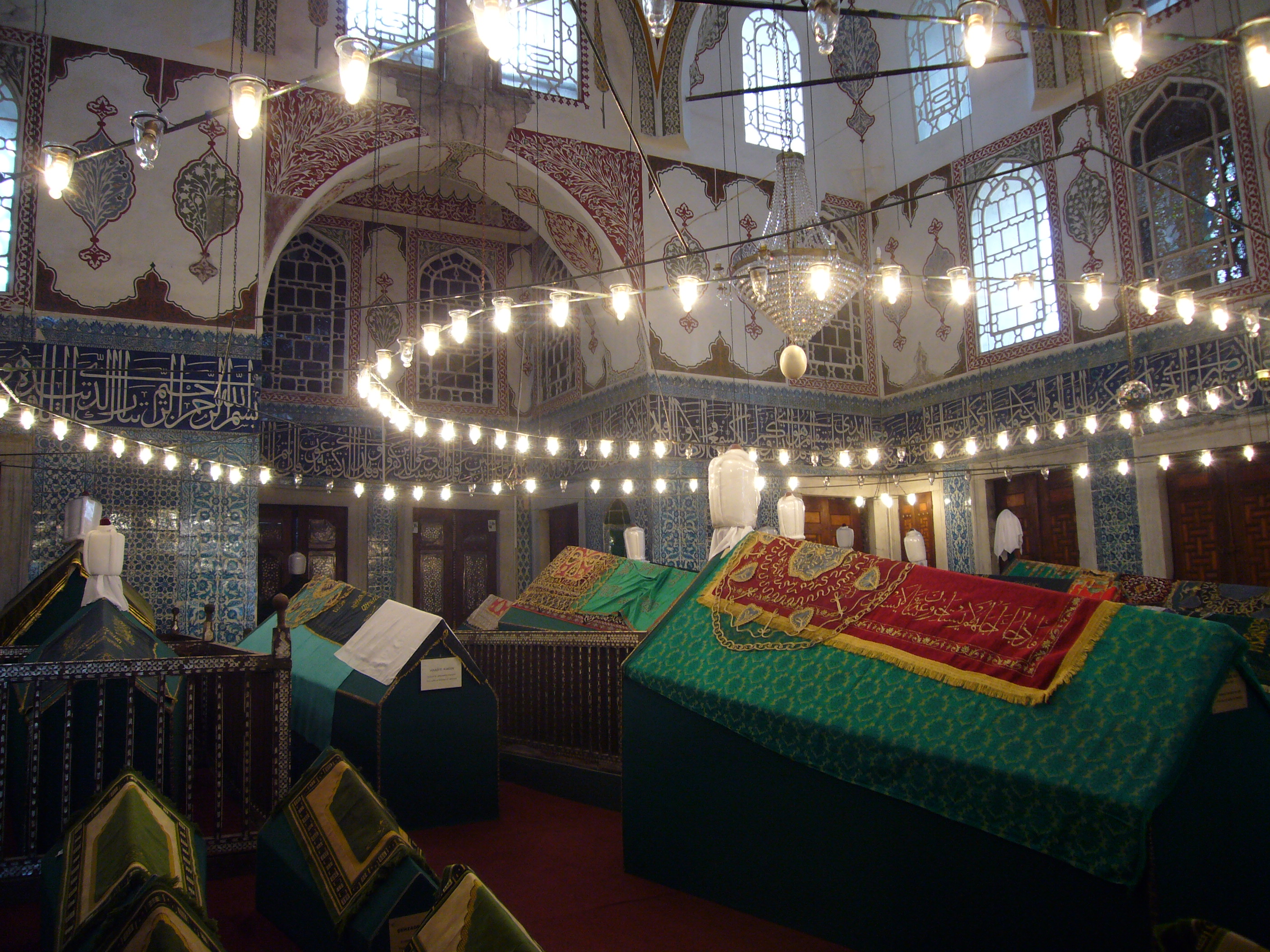
مقبره احمد سوم، مسجد جدید، آرامگاه والده ترخان، استانبول، ترکیه